# Frank Löbell

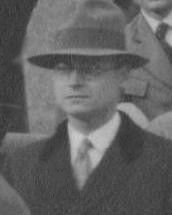
Frank Löbell, 1930 in Jena

Frank Richard Löbell (* 11. Mai 1893 in Tandjong Morawa auf Sumatra; † 31. Mai 1964 in München) war ein deutscher Mathematiker, der vor allem auf dem Gebiet der Geometrie gearbeitet hat.

## Ausbildung
Löbell litt bis zum 10. Lebensjahr unter Malaria. Als sein Vater erkrankte und daraufhin beschloss, mit seiner Familie nach Deutschland zurückzukehren, starb dieser jedoch auf der Seereise, als sein Sohn Frank Löbell fünf Jahre alt war. Die Mutter zog zunächst nach Ludwigsburg und dann nach Straßburg, das damals zu Deutschland gehörte. Dort ging Löbell zur Schule und bestand 1912 die Reifeprüfung am protestantischen Gymnasium.
Von 1912 bis 1918 studierte Löbell Mathematik und Physik an der Universität Straßburg. Dieses Studium setzte er 1918–20 an der Universität Freiburg weiter fort, mit einem Abschluss an der Universität Tübingen.
1920 bestand er die erste und 1921 die zweite Dienstprüfung für das höhere Lehramt in Württemberg.
1926 promovierte er bei Karl Kommerell in Tübingen mit der Arbeit Die überall regulären Flächen fester Krümmung, 92 Seiten. Die Anregung zu dieser Arbeit stammte von Friedrich Schur; Gerhard Hessenberg gab Unterstützung.
1928 erfolgte die Habilitation an der TH Stuttgart mit Untersuchungen zu geodätischen Linien auf Clifford-Kleinschen Flächen.

## Berufliche Tätigkeit
1922 bis 1928 war er Assistent bei Wilhelm Kutta an der TH Stuttgart, 1928–1930 Privatdozent an der TH Stuttgart.
1931 bis 1934 war er Professor für Geometrie an der TH Stuttgart, von 1934 bis zur Emeritierung 1959 ordentlicher Professor für Geometrie an der TH München. Dort hielt er neben den Kursvorlesungen in darstellender Geometrie regelmäßig Vorlesungen, u. a. über Differentialgeometrie, Grundlagen der Geometrie, nichteuklidische Geometrie, synthetische (projektive) Geometrie, geometrische Konstruktionen und Kartenprojektionen.
Nach dem Zusammenbruch des Dritten Reiches befanden sich die Hochschule und die schwer angeschlagenen Etagen des Lehrstuhls für Geometrie in einem bedauernswerten Zustand. Der Wiederaufbau der Hochschule und ihrer Institute, die Fortsetzung des Lehrbetriebes, die Wiederherstellung ihrer inneren Ordnung und des Gefüges der Selbstverwaltung stellten viele und schwierige Aufgaben dar. Ihrer Bewältigung widmete sich Löbell mit seiner ganzen Kraft.
1946 wurde er Dekan und 1947/1948 Prodekan der Fakultät für Allgemeine Wissenschaften. Das Vertrauen seiner Kollegen übertrug ihm 1949/50 das Amt des Prorektors der TH München. Seit 1947 gehörte er als ordentliches Mitglied der Bayerischen Akademie der Wissenschaften an, in der er zeitweise das Amt des Klassensekretärs der mathematisch-naturwissenschaftlichen Klasse innehatte, er wirkte in mehreren Kommissionen und bei der Herausgabe der Gesammelten mathematischen Schriften von Constantin Carathéodory mit. 1960 wurde er Mitglied der Kepler-Gesellschaft.
Obschon seine geschwächte Gesundheit ihn seit langem behinderte, hat er bis zu seinem Tode wissenschaftlich weitergearbeitet. Die Fertigstellung der Neuauflage der Nichteuklidischen Geometrie von Baldus-Löbell (Sammlung Göschen) war sein letztes Werk.

## Privatleben
Schwere Schicksalsschläge blieben ihm nicht erspart. Im Zweiten Weltkrieg verlor er durch Bombenangriff seine Wohnung mit der gesamten Bibliothek. Sein ältester Sohn ist seit den Kämpfen in Pommern vermisst. Nach kurzer schwerer Krankheit starb der jüngste Sohn bald nach dem Krieg im Alter von 15 Jahren.

## Werke
Löbell forschte vor allem auf dem Gebiet der Geometrie, u. a. auf folgenden Teilgebieten:
- I. Nichteuklidische Geometrie
  - a) Allgemein (auch zur absoluten Geometrie)
    - 9 Arbeiten, darunter auch die Herausgabe und Neubearbeitung des Göschenbändchens Nichteuklidische Geometrie von Richard Baldus.

  - b) Zum Clifford-Kleinschen Raumproblem
    - 9 Arbeiten über die Flächen konstanter negativer Gaußscher Krümmung im dreidimensionalen Raum, auf denen lokal die nichteuklidische (hyperbolische) Geometrie gilt.

- II. Dreidimensionale Differentialgeometrie
  - a) Allgemeine Flächentheorie
    - 23 Arbeiten, in denen meist die „natürliche Methode“ mit Hilfe des begleitenden Treibens angewandt wird.

  - b) Abbildungen von Flächen aufeinander
    - 17 Arbeiten.

- III. Verschiedenes
  - 11 mathematische und
  - 3 biographische Arbeiten.

Näheres mit einer Liste aller Publikationen von Frank Löbell findet sich in dem Nachruf im Jahresbericht der Deutschen Mathematiker-Vereinigung Band 70 (s. unten).

## Liste der Publikationen
Abkürzungen:
- ADM: Archiv der Mathematik
- BS: Berichte der Mathematisch-Physikalischen Klasse der Sächsischen Akademie der Wissenschaften
- CR: Comptes Rendus
- FUF: Forschungen und Fortschritte
- JDMV: Jahresbericht der Deutschen Mathematiker-Vereinigung
- JM: Journal für die Reine und Angewandte Mathematik
- MFM: Monatshefte für Mathematik
- MA: Mathematische Annalen
- MZ: Mathematische Zeitschrift
- SBB: Sitzungsberichte der Bayerischen Akademie der Wissenschaften, Mathematisch-naturwissenschaftliche Klasse
- SBP: Sitzungsberichte der Preußischen Akademie der Wissenschaften, Physikalisch-mathematische Klasse
- UF: Aus Unterricht und Forschung
- ZAMM: Zeitschrift für Angewandte Mathematik und Mechanik
- ZMNU: Zeitschrift für mathematischen und naturwissenschaftlichen Unterricht

### Zur Nichteuklidischen Geometrie

#### Allgemein
- „Landkarten“ der nichteuklidischen Ebene. JDMV 54 (1950) 4–23
- Eine reelle Deutung der komplexen Vektoren. (Deutung als Geraden) MZ 52 (1950) 759–769.
- Kurzer Bericht über Darmstädter Vortrag (über den Inhalt von [2]). ZAMM 30 (1950) 287
- Das rechtwinklige Fünfseit als Grundfigur der Trigonometrie. UF (Stuttgart) 5 (1933), 112–118 und 161–167.
- Eine Verallgemeinerung des Pentagramma Mirificum. (Neu- bearbeitung mit komplexen Vektoren.) MZ 53 (1950) 236–243.
- Der „Kern“ als Basis komplexer Vektoren. MZ 54 (1951) 129–135.
- Der Hjelmslevsche Mittelliniensatz und verwandte Sätze. MFM 65 (1961), 249–251.
- Notiz über einige Dreieckssätze der absoluten Geometrie. MFM 67 (1963), 101–103
- Herausgabe der 3. und 4. Auflage des Göschenbändchens 970 über Nichteuklidische Geometrie. Hyperbolische Geometrie der Ebene. Von Richard Baldus. Verlag Walter de Gruyter 1953, durchgesehen und herausgegeben von F. Löbell. 70 Fig. und 1964, bearbeitet und ergänzt von F. Löbell.

#### Speziell zum Clfford-Kleinschen Raumproblem
- Die überall regulären Flächen fester Krümmung. Dissertation 1926. Tübingen 1927. 92 Seiten.
- Über die geodätischen Linien der Clifford-Kleinschen Flächen. MZ 30, 572–607. (Hauptteil der Habil.-schrift 1928).
- Généralisation d’un théoréme de H. A. Schwarz. CR. 188 (1929), 372–375.
- Ein Satz über die eindeutigen Bewegungen Clifford-Kleinscher Flächen. (Aus der Habilitationsschrift.) JM 162 (1930) 114–124; 163 (1930), 134.
- Zur Frage der Struktur der geschlossenen geodätischen Linien der offenen Clifford-Kleinschen Flächen positiver Charakteristik. JM 162 (1930), 125–131.
- Ein Beispiel zur Frage des Verlaufs der geschlossenen geodätischen Linien in einer Clifford-Kleinschen Fläche. JDMV 40 (1931), 69–74.
- Einige Eigenschaften der Geraden in gewissen Clifford-Kleinschen Räumen. SBP 1930, 556–558.
- Beispiele geschlossener dreidimensionaler Clifford-Kleinscher Räume negativer Krümmung. BS 83 (1931) 167–174.
- Zur Konstruktion geschlossener Clifford-Kleinscher Räume negativer Krümmung. SBB 1955, 175–185.

### Differentialgeometrie

#### Allgemein (nach „natürlicher“ Methode)
- Kinematische Grundlegung der Kurven- und Flächentheorie. JDMV 39 (1930) 168–182.
- Die Bewegung des begleitenden Dreikants. JDMV 51 (1941) 148–150.
- Die Grundgleichungen der Flächentheorie und ihr Ausdruck durch Integralsätze. SBB 1929, 165–173.
- Ein Satz über Eilinien. JDMV 48 (1938) 172–175.
- Eine räumliche Verallgemeinerung des Vierscheitelsatzes. JDMV 49 (1939) 140–143.
- Zur Differentialgeometrie der Regelscharen. JDMV 51 (1941) 2. Abt. 29–…
- Aus der Differentialgeometrie der Schraubenscharen. (Duale Vektoren). Festschrift der Technischen Hochschule Stuttgart. Berlin 1929, 210–226.
- Grundlinien einer differentiellen Theorie der Somenkongruenzen. SBB 1942, 1–16.
- Ein vektorielles Seitenstück zum Gauß-Bonnetschen Integralsatz. SBB 1947, 119–128.
- Bemerkungen zum Beweis des Gauß-Bonnetschen Satzes. SBB 1942, 25–39.
- Ein Ausdruck für das Krümmungsmaß. (Anwendung in [30]).SBB 1948, 8.
- Flächen mit vorgegebener vektorieller Differentialinvariante. SBB 1952, 99–101.
- Natürliche Geometrie der Kurvenkongruenzen. MZ 56 (1952) 208–218
- Zusammenhänge zwischen Vektoranalysis und Krümmungstheorie der Kurvenkongruenzen. SBB 1958, 73–79.
- Linienelementfunktionen und geodätische Ableitungen in der Flächentheorie. MA 121 (1950) 427–445.
- Beziehungen zwischen geodätischen Ableitungen von Krümmungsgrößen SBB 1949, 37–40.
- Variation von Kurvenintegralen über Linienelementfunktionen. SBB 1954, 1–3.
- Bemerkungen zu einer Beltrami-Bonnetschen Beziehung. MFM 66 (1962), 215–219.
- Zur Frage der Vertauschbarkeit geodätischer Richtungsableitungen. MA 122 (1950), 152–156.
- Die Integrabilitätsbedingung für Ortsfunktionen in der natürlichen Flächentheorie. MA 124 (1951) 151–157.
- Die Integrabilitätsbedingung für Ortsfunktionen bei nichtintegrablen Bezugssystemen. SBB 1956, 33–39.
- Richtungsübertragungen auf einer Fläche. JDMV 55 (1952) 89–117.
- Kriterien für die Integrabilität von Richtungsübertragungen in Flächen. SBB 1953, 141–148.

#### Über Abbildungen von Flächen aufeinander
- Allgemeine Theorie der Flächenabbildungen. Nachrichten aus dem Reichsvermessungsdienst 1942, 299–307.
- Zur Theorie der Flächenabbildungen. MZ 49 (1943) 427–440.
- Aus der Theorie der Flächenabbildungen. ADM 1 (1948) 73–76.
- Einige Begriffsbildungen der Theorie der Flächenbbildungen. JDMV 54 (1951) 2. Abt., 32–34.
- Differentialinvarianten bei Flächenabbildngen. SBB 1943, 217–237.
- Flächenabbildungen mit gemeinsamem Invariantensystem. MA 120 (1947), 23–35.
- Über einige Integralinvarianten, die bei Flächenabbildungen auftreten. SBB 1944, 107–132.
- Betrachtungen über Flächenabbildungen. SBB 1946, 175–183; 1947, 25–33; 1947, 35–43; 1947, 77–80; 1947, 179–186; 1948, 71–79; 1948, 227–234; 1948, 335–339; 1954, 135–148.
- Integrabilitätsbedingungen in der Theorie der Flächenabbildungen. SBB 1951, 11–18.
- Ein differentialgeometrischer Operator in der Theorie der Flächenabbildungen. ADM 2 (1949/50) 17–23.
- Weingartens charakteristische Gleichung und eine ähnliche Differentialgleichung in der Theorie der Flächenabbildungen. ADM 2 (1949/50) 96–102.
- Zusammenhänge zwischen den Theorien der Kurvenkongruenzen und der Flächenabbildungen. SBB 1952, 47–50.
- Differentialformen in der Theorie der Flächenabbildungen. SBB 1954, 149–157.
- Dyaden in der Theorie der Flächenabbildungen. SBB 1954, 335–345.
- Der Einfluß einer Flächentransformation auf die geodätischen Krümmungen. SBB 1957, 15–24.
- Maßstabsgerechte Änderung geodätischer Krümmungen bei Flächenabbildungen. SBB 1962, 9–20.
- Gekoppelte Richtungsübertragungen auf Flächenpaaren. SBB 1960, 263–268.

### Verschiedenes

#### Mathematische Arbeiten
- Leitfaden der Darstellenden Geometrie. (Die wichtigsten Begriffe, Sätze und Verfahren, zum Gebrauch neben der Vorlesung.) Skripten des Studentenwerks München 1949, 1953, 1958.
- Eine Konstruktion des Punktepaares, das zu zwei gegebenen Punktepaaren der komplexen Zahlenebene harmonisch liegt. JDMV 36 (1927), 364; 38 (1929), 190.
- Ein Beitrag zur Bestimmung der Deformation einer elastischen Membran unter dem Einfluß gegebener äußerer Kräfte. ZAMM 7 (1927) 463–469.
- Zum Problem der Hauptschubspannungslinien in plastischen Stoffen. ZAMM (1929) 213–224.
- Eine Bemerkung zu einer elementargeometrischen Aufgabe. ZMNU 59 (1928) 345–347.
- Eine Auflösung der kubischen Gleichung. JDMV 38 (1929) 152–153.
- Gewindebüschel und ihre Invarianten. JM 164 (1931) 64–66.
- Geometrie, Wirklichkeit und Anschauung. FUF 19 (1943) 174–176.
- Betrachtungen zur Streckenübertragung bei Euklid. FUF 19 19 (1943) 320–321.
- Eine Möglichkeit der Einordnung des Kalküls der Pfaffschen Formen in die Graßmannsche Ausdehnungslehre. SBB 1952, 8.
- Eine Bemerkung zur Keplerschen Gleichung. SBB Sitzung vom 6. Dezember 1963.

#### Biografische Arbeiten
- Viktor Schlegel zum 100. Geburtstag. Pressestelle der Reichszentrale für wissenschaftliche Berichterstattung 1943. Mai, 3, 16–17.
- Nachruf auf Martin Näbauer. JBB 1951, 149–152.
- Nachruf auf Konrad Knopp. JBB 1958, 187–189.